# Али, Биша
Би́ша К. Али (англ. Bisha K. Ali; род. 1988/1989, Великобритания) — британская сценаристка и стендап-комик. В 2021 году являлась сценаристкой в медиафраншизе «Кинематографическая вселенная Marvel» для потокового телесериала «Локи», снятого для стримингового сервиса Disney+. Также была назначена главной сценаристкой для предстоящего потокового сериала «Мисс Марвел» (2022), действие которого происходит в той же медиафраншизе.

## Карьера
Биша Али родилась в семье пакистанцев в Великобритании. Она работала специалистом по данным, а затем сотрудницей службы поддержки жертв домашнего насилия, после чего перешла к карьере стендап-комедии. В 2012 году она участвовала в программе молодых сценаристов Королевского придворного театра. Ее сценарий «Book Club», написанный для инициативы разнообразия Sky был выбран компанией Tiger Aspect Productions. Позже она написала дополнительный материал для сериала «Половое воспитание» (2019 — наст. время).
Её первая крупная роль сценаристки была исполнена в 2019 году для мини-сериала «Four Weddings and a Funeral» (2019), в сотрудничестве с Минди Калинг. В 2019 году она была объявлена главной сценаристкой для потокового телесериала «Локи» (2021) для Disney+ и предстоящего телесериала «Мисс Марвел» (2022), действие которых происходит в медиафраншизе «Кинематографическая вселенная Marvel».
Али написала для HuffPost и в сотрудничестве с Деборой Фрэнсис-Уайт и GrownUpLand представил подкаст The Guilty Feminist для BBC Radio 4.

## Фильмография
| Год       | Название                    | Известна как | Известна как            | Комментарии                                                                     |
| Год       | Название                    | Сценарист    | Продюсер                | Комментарии                                                                     |
| --------- | --------------------------- | ------------ | ----------------------- | ------------------------------------------------------------------------------- |
| 2019      | Половое воспитание          | Нет          | Нет                     | Дополнительный материал                                                         |
| 2019      | Four Weddings and a Funeral | Да           | Нет                     | Эпизод: «Game Night»                                                            |
| 2021      | Локи                        | Да           | Нет                     | Эпизод: «Ламентис» (также сюжетный и исполнительный редактор)                   |
| 2022      | The Baby                    | Нет          | Да                      | Консультирующий продюсер                                                        |
| 2022      | Мисс Марвел                 | Да           | Исполнительный директор | Главный сценарист                                                               |
| 2023-2025 | Чёрное зеркало              | Да           | Исполнительный директор | Эпизоды: «Демон 79», «Обычные люди», «USS Каллистер: В бесконечность» (соавтор) |
| TBA       | Century Goddess             | Да           | Нет                     | Сценарист                                                                       |

## Рекомендации
1. 1 2 3 4 5 6 7  Noor, Poppy (16 ноября 2020). 'I feel joy': how Bisha K Ali went from struggling standup to Marvel maestro. The Guardian. London. Архивировано 16 ноября 2020. Дата обращения: 16 ноября 2020.
2. ↑  Meet the writers of BAFTA Elevate 2018: Bisha K. Ali. British Academy of Film and Television Arts (2018). Дата обращения: 16 ноября 2020. Архивировано 16 ноября 2020 года.
3. ↑  Kit, Borys (23 августа 2019). 'Ms. Marvel' Series in the Works for Disney+ (Exclusive). Hollywood Reporter. Архивировано 23 августа 2019. Дата обращения: 16 ноября 2020.
4. ↑  Robinson, Joanna. How the Man Behind Loki Is Shaping Marvel’s Phase 4 and Beyond. Vanity Fair (3 июня 2021). Дата обращения: 3 июня 2021. Архивировано 3 июня 2021 года.
5. ↑  Bisha K Ali. Huffington Post. Дата обращения: 16 ноября 2020. Архивировано 16 ноября 2020 года.
6. ↑  Chisholm, Kate. Faulty connection. The Spectator (24 мая 2018). Дата обращения: 16 ноября 2020. Архивировано 16 ноября 2020 года.
7. ↑  Newly-Launched Spire Animation Reveals First Feature. The Hollywood Reporter. Дата обращения: 21 ноября 2021. Архивировано 27 июня 2022 года.